# EuroLeague Women 2022-2023
L'Eurolega di pallacanestro femminile 2022-2023 è stata la trentaduesima edizione della massima competizione europea per club. Le detentrici del trofeo sono le ungheresi del Sopron. Il torneo è iniziato l'11 ottobre 2022 e si è concluso il 16 aprile 2023 con le Final Four.
Le turche del Fenerbahçe vincono il loro primo trofeo battendo nella finale le connazionali del CBK Mersin.

## Regolamento
Le 16 squadre partecipanti alla stagione regolare sono divise in due gironi da 8, con partite di andata e ritorno per un totale di 14 giornate.
Le prime 4 di ogni girone si qualificano ai play-off dei quarti di finale che si disputano al meglio delle 3 partite. Le vincenti dei quarti di finale si qualificano per la Final Four.

## Squadre partecipanti
Le squadre che partecipano alla competizione sono ventuno, da dodici paesi diversi. Tredici squadre accedono direttamente alla regular season e tre vi accedono da un turno preliminare, costituito da una Conference 1 di due gironi da tre squadre ciascuno e da una Conference 2 con due partite di andata e ritorno per le due squadre rimanenti. Le cinque squadre eliminate dal turno di qualificazione accedono all'EuroCup Women.
| Nazione                 | Squadre (posizione in classifica nel proprio campionato 2021–2022) |
| Regular season          | Regular season                                                     |
| ----------------------- | ------------------------------------------------------------------ |
| Francia                 | Tango Bourges Basket (campione, EC)                                |
| Francia                 | Basket Landes (quarta)                                             |
| Italia                  | Beretta Famila Schio (campione)                                    |
| Italia                  | Virtus Segafredo Bologna (seconda)                                 |
| Spagna                  | Perfumerías Avenida (campione)                                     |
| Spagna                  | Valencia Basket Club (seconda)                                     |
| Turchia                 | Fenerbahçe Alagoz Holding (campione)                               |
| Turchia                 | CBK Mersin Yenişehir Bld (seconda)                                 |
| Ungheria                | Sopron Basket (campione)                                           |
| Ungheria                | Atomerőmű KSC Szekszárd (seconda)                                  |
| Belgio                  | Kangoeroes Mechelen (campione)                                     |
| Polonia                 | BC Polkowice (campione)                                            |
| Repubblica Ceca         | ZVVZ USK Praha (campione)                                          |
| Turno di qualificazione |                                                                    |
| Francia                 | Villeneuve d'Ascq LM (terza)                                       |
| Grecia                  | Olympiacos SFP (campione)                                          |
| Israele                 | Elitzur Landco Ramla (campione)                                    |
| Romania                 | ACS Sepsi SIC (campione)                                           |
| Serbia                  | Crvena zvezda MTS (campione)                                       |
| Spagna                  | Spar Girona (terza)                                                |
| Turchia                 | Botaş SK (sesta)                                                   |
| Ungheria                | DVTK HUN-Therm (terza)                                             |

Legenda:
      detentore;       finalista; EC: vincitrice dell'EuroCup Women 2022.

## Turno di qualificazione
Le partite si sono disputate dall'11 al 19 ottobre 2022.

### Conference 1
| Pos | Squadra               | G | V | P | PF  | PS  | DP  | Pt | Qualificazione |  | OLY   | SEP   | CZV   |
| --- | --------------------- | - | - | - | --- | --- | --- | -- | -------------- |  | ----- | ----- | ----- |
| 1   | Olympiacos SFP        | 2 | 2 | 0 | 157 | 114 | +43 | 4  | Regular season |  |       | 73–54 |       |
| 2   | ACS Sepsi SIC         | 2 | 1 | 1 | 137 | 136 | +1  | 3  | EuroCup Women  |  |       |       | 83–63 |
| 3   | Crvena zvezda MTS (H) | 2 | 0 | 2 | 123 | 167 | −44 | 2  | EuroCup Women  |  | 60–84 |       |       |

| Pos | Squadra              | G | V | P | PF  | PS  | DP  | Pt | Qualificazione |  | MIS   | RAM   | BOT   |
| --- | -------------------- | - | - | - | --- | --- | --- | -- | -------------- |  | ----- | ----- | ----- |
| 1   | DVTK HUN-Therm (H)   | 2 | 2 | 0 | 155 | 108 | +47 | 4  | Regular season |  |       |       | 75–54 |
| 2   | Elitzur Landco Ramla | 2 | 1 | 1 | 126 | 144 | −18 | 3  | EuroCup Women  |  | 54–80 |       |       |
| 3   | Botaş SK             | 2 | 0 | 2 | 118 | 147 | −29 | 2  | EuroCup Women  |  |       | 64–72 |       |

### Conference 2
| Squadra 1            | Totale  | Squadra 2   | Andata | Ritorno |
| -------------------- | ------- | ----------- | ------ | ------- |
| Villeneuve d'Ascq LM | 112-123 | Spar Girona | 69-57  | 43-66   |

Fonte:FIBA

## Regular Season
Le partite si sono disputate dal 26 ottobre 2022 al 1º marzo 2023.

### Gruppo A
| Pos | Squadra                   | G  | V  | P  | PF   | PS   | DP   | Pt | Qualificazione        |         | FEN   | USK   | VAL   | TBB   | POL    | VIR   | KSC   | OLY   |
| --- | ------------------------- | -- | -- | -- | ---- | ---- | ---- | -- | --------------------- | ------- | ----- | ----- | ----- | ----- | ------ | ----- | ----- | ----- |
| 1   | Fenerbahçe Alagoz Holding | 14 | 12 | 2  | 1209 | 1003 | +206 | 26 | Qualificate ai quarti |         |       | 82–72 | 75–73 | 83–64 | 111–61 | 95–73 | 91–71 | 95–89 |
| 2   | ZVVZ USK Praha            | 14 | 10 | 4  | 1119 | 935  | +184 | 24 | Qualificate ai quarti |         | 66–73 |       | 75–82 | 65–57 | 80–83  | 71–50 | 82–71 | 95–63 |
| 3   | Valencia Basket Club      | 14 | 9  | 5  | 998  | 972  | +26  | 23 | Qualificate ai quarti |         | 66–72 | 76–83 |       | 76–68 | 69–64  | 73–71 | 74–59 | 65–55 |
| 4   | Tango Bourges Basket      | 14 | 8  | 6  | 996  | 969  | +27  | 22 | Qualificate ai quarti |         | 79–90 | 70–73 | 70–68 |       | 62–63  | 79–74 | 83–62 | 67–61 |
| 5   | BC Polkowice              | 14 | 8  | 6  | 1030 | 1039 | −9   | 22 |                       |         | 73–46 | 57–92 | 76–73 | 66–75 |        | 69–88 | 89–56 | 76–52 |
| 6   | Virtus Segafredo Bologna  | 14 | 5  | 9  | 1031 | 1036 | −5   | 19 |                       | 67–85   | 61–85 | 73–75 | 61–64 | 89–76 |        | 89–59 | 92–69 |       |
| 7   | Atomerőmű KSC Szekszárd   | 14 | 3  | 11 | 947  | 1170 | −223 | 17 |                       | 103–101 | 56–95 | 54–75 | 61–77 | 76–94 | 73–64  |       | 78–69 |       |
| 8   | Olympiacos SFP            | 14 | 1  | 13 | 915  | 1121 | −206 | 15 |                       | 58–92   | 54–85 | 59–65 | 66–81 | 70–83 | 63–79  | 87–68 |       |       |

### Gruppo B
| Pos | Squadra                  | G  | V  | P  | PF   | PS   | DP   | Pt | Qualificazione        |       | MER   | SCH   | AVE   | SOP   | GIR   | MIS   | BLA   | MEC   |
| --- | ------------------------ | -- | -- | -- | ---- | ---- | ---- | -- | --------------------- | ----- | ----- | ----- | ----- | ----- | ----- | ----- | ----- | ----- |
| 1   | CBK Mersin Yenişehir Bld | 14 | 10 | 4  | 986  | 941  | +45  | 24 | Qualificate ai quarti |       |       | 79–67 | 85–80 | 50–75 | 64–50 | 77–58 | 75–59 | 69–62 |
| 2   | Beretta Famila Schio     | 14 | 10 | 4  | 1025 | 963  | +62  | 24 | Qualificate ai quarti |       | 76–72 |       | 71–54 | 81–50 | 70–65 | 90–82 | 85–71 | 74–70 |
| 3   | Perfumerías Avenida      | 14 | 9  | 5  | 1012 | 919  | +93  | 23 | Qualificate ai quarti |       | 83–66 | 61–72 |       | 74–61 | 74–63 | 94–52 | 81–57 | 79–72 |
| 4   | Sopron Basket            | 14 | 8  | 6  | 924  | 888  | +36  | 22 | Qualificate ai quarti |       | 51–44 | 80–61 | 53–75 |       | 62–60 | 75–65 | 59–62 | 71–64 |
| 5   | Spar Girona              | 14 | 7  | 7  | 924  | 879  | +45  | 21 |                       |       | 73–75 | 83–63 | 74–48 | 63–60 |       | 58–64 | 65–54 | 71–59 |
| 6   | DVTK HUN-Therm           | 14 | 6  | 8  | 962  | 1022 | −60  | 20 |                       | 77–78 | 65–63 | 61–70 | 77–75 | 56–74 |       | 67–58 | 79–78 |       |
| 7   | Basket Landes            | 14 | 4  | 10 | 870  | 973  | −103 | 18 |                       | 61–68 | 58–78 | 71–64 | 50–61 | 53–58 | 72–63 |       | 68–78 |       |
| 8   | Kangoeroes Mechelen      | 14 | 2  | 12 | 956  | 1074 | −118 | 16 |                       | 69–84 | 73–74 | 61–75 | 62–91 | 77–67 | 60–96 | 71–76 |       |       |

## Fase a eliminazione diretta
Le partite di andata si sono disputate il 14 marzo, di ritorno il 17 marzo, gli spareggi il 22 marzo 2023.

### Quarti di finale
| Squadra 1                 | Totale | Squadra 2            | Gara 1  | Gara 2  | Gara 3  |
| ------------------------- | ------ | -------------------- | ------- | ------- | ------- |
| Fenerbahçe Alagoz Holding | 2 – 0  | Sopron Basket        | 82 - 62 | 82 - 62 | -       |
| Beretta Famila Schio      | 2 – 1  | Valencia Basket Club | 75 - 63 | 75 - 80 | 62 - 53 |
| CBK Mersin Yenişehir Bld  | 2 – 1  | Tango Bourges Basket | 84 - 56 | 75 - 76 | 91 - 63 |
| ZVVZ USK Praha            | 2 – 1  | Perfumerías Avenida  | 77 - 56 | 71 - 73 | 74 - 66 |

### Final Four
Le gare di semifinale si sono disputate il 14 aprile, le finali il 16 aprile 2023.
|  | Semifinali                | Semifinali |                 |                           | Finale                   | Finale |
|  |                           |            |                 |                           |                          |        |
|  | Fenerbahçe Alagoz Holding | 77         |                 |                           |                          |        |
|  | Fenerbahçe Alagoz Holding | 77         |                 |                           |                          |        |
|  | Beretta Famila Schio      | 70         |                 |                           |                          |        |
|  | Beretta Famila Schio      | 70         |                 | Fenerbahçe Alagoz Holding | 99                       |        |
|  |                           |            |                 | Fenerbahçe Alagoz Holding | 99                       |        |
|  |                           |            |                 |                           | CBK Mersin Yenişehir Bld | 60     |
|  | ZVVZ USK Praha            | 58         |                 |                           | CBK Mersin Yenişehir Bld | 60     |
|  | ZVVZ USK Praha            | 58         |                 |                           |                          |        |
|  | CBK Mersin Yenişehir Bld  | 78         |                 |                           |                          |        |
|  | CBK Mersin Yenişehir Bld  | 78         | Finale 3° posto |                           |                          |        |
|  |                           |            |                 |                           |                          |        |
|  |                           |            |                 |                           | Beretta Famila Schio     | 59     |
|  |                           |            |                 |                           | Beretta Famila Schio     | 59     |
|  |                           |            |                 |                           | ZVVZ USK Praha           | 56     |

#### Finale
| Arbitri: | Andris Aunkrogers Viola Györgyi Gatis Saliņš |

|                                         |          |                                          |
| Stewart 35 McBride 16 Çakır, Sabally 11 | Punti    | 10 Ataş, Cornelius, Crvendakić, Williams |
| McBride, Vandersloot 5                  | Assist   | 6 Gray                                   |
| Meesseman 7                             | Rimbalzi | 7 Crvendakić                             |

## Verdetti
- Vincitrice:  Fenerbahçe Alagoz Holding (1º titolo)
Formazione: Satou Sabally, Olcay Çakır, Mina Đorđević, Alperi Onar, Emma Meesseman, Ivana Raca, Kayla McBride, Courtney Vandersloot, Alina Jahupova, Breanna Stewart, Merve Aydın, Kiah Stokes, Gizem Başaran, Manolya Kurtulmuş.[5] Allenatore: Marina Maljković.